# Rania Matar

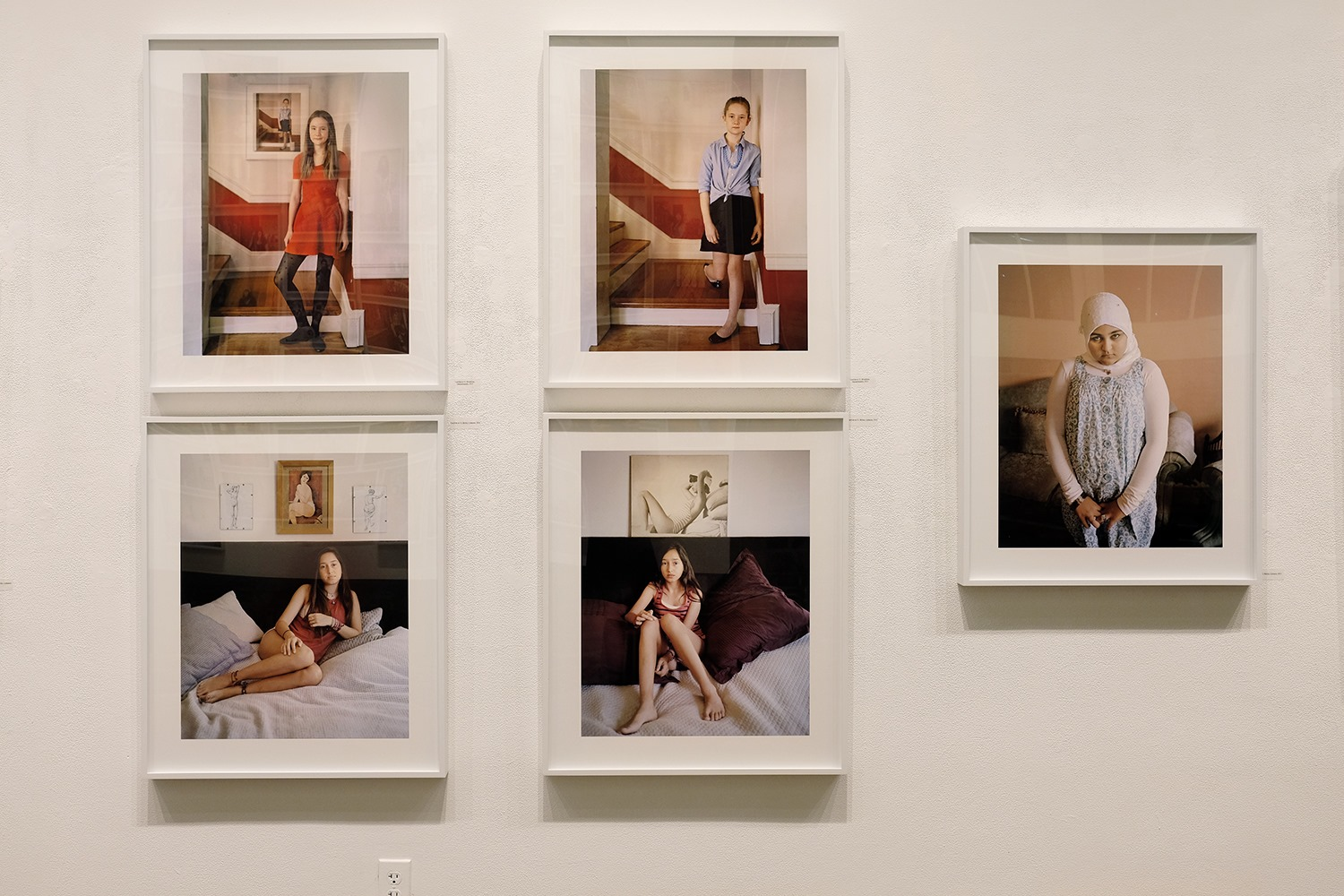
Photo Center v San Franciscu

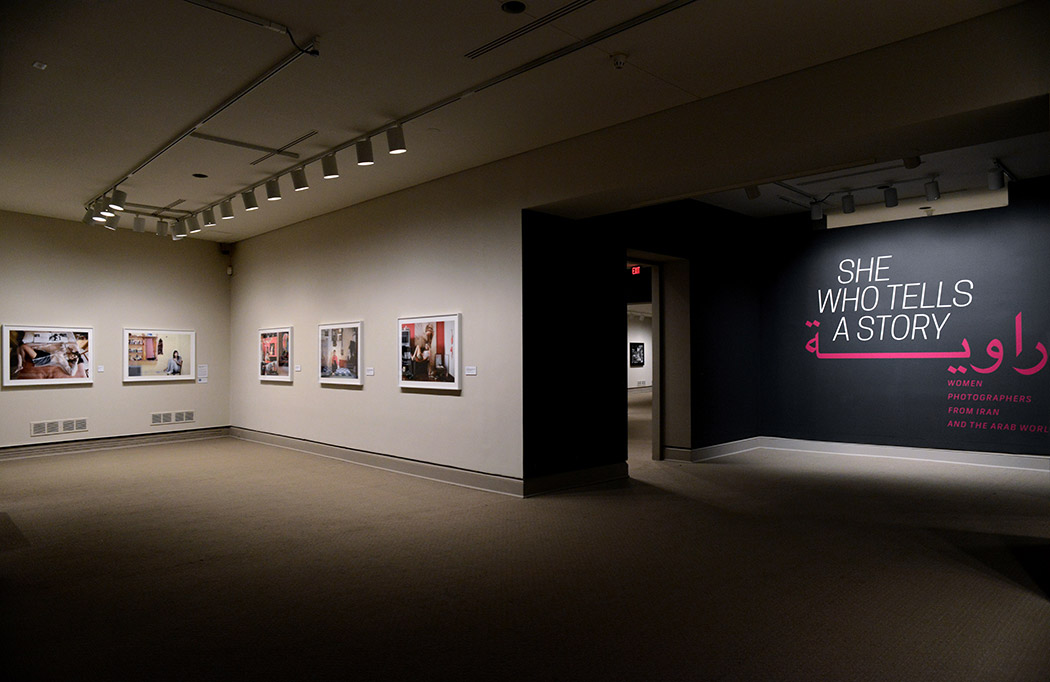
výstava v Národním muzeu žen v umění

Rania Matar (* 1964) je libanonská / palestinská / americká dokumentární, portrétní a umělecká fotografka. Fotografuje každodenní život dívek a žen na Blízkém východě a ve Spojených státech, včetně syrských uprchlíků.

## Mládí
Matar se narodila a vyrůstala v Libanonu a do USA se přestěhovala v roce 1984. Původně vystudovala architekturu na Americké univerzitě v Bejrútu a na Cornellově univerzitě, později studovala fotografii na New England School of Photography a Maine Photographic Workshops. Od roku 2009 vede fotografické workshopy pro dospívající dívky v uprchlických táborech v Libanonu. Nyní vyučuje na Vysoké škole umění a designu v Massachusetts a vystavuje svou práci po celém světě.

## Kariéra
Matar vytvořila několik sérií fotografií, včetně L'Enfant Femme, Unspoken Conversations, Women Coming of Age, A Girl and Her Room, Invisible Children nebo Ordinary Lives. Její portréty zkoumají genderové studie a často zvažují různou národní identitu. L'Enfant Femme zobrazuje mladičké dívky žijící ve Spojených státech a na Středním východě a zaměřuje se na dokumentování věku mezi dětstvím a zralostí. Matky a dcery jsou fotografovány dohromady a prezentují univerzální povahu ženství v sérii Unspoken Conversations. Matar začala tvořit série Invisible Children (Neviditelných dětí) po návštěvě v Bejrútu v roce 2014. Všimla si, kolik syrských dětí uprchlíků bylo na ulicích a žebralo o práci nebo o peníze. Tato série dokumentuje individualitu každého dítěte. V roce 2017 byla práce Matarové zařazena do Bienále současného arabského světa, které se konalo v Paříži na Institutu arabského světa.

## Publikace

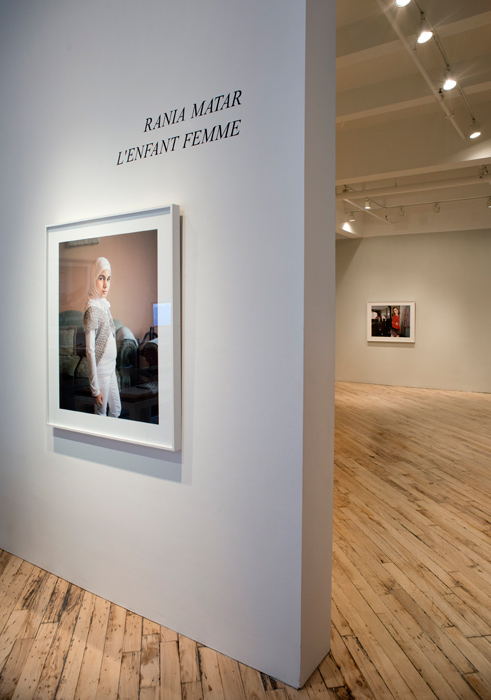
L'Enfant-Femme v Carroll and Sons

- Ordinary Lives (2009). Esej: Anthony Shadid. Vybráno jako nejlepší fotografická kniha roku 2009 magazínem Photo-Eye Magazine.[8]
- A Girl and Her Room (2012). Esej: Anne Wilkes Tucker a Susan Minot. Vybrána jako nejlepší fotokniha roku 2012 společnostmi PDN, Photo-Eye, British Journal of Photography, Feature Shoot a L'Oeil de la Photographie.
- L'Enfant-Femme (2016). Úvod: Queen Noor of Jordan, esej: Lois Lowryová a Kristen Gresh. Nejlepší fotokniha roku 2016 PDN Magazine a Foto Infinitum a Staff Pick The Christian Science Monitor.[9]

## Samostatné výstavy
- 2007: The Veil, Silver Eye Center for Photography, Pittsburg, PA; 2007: Cambridge Multicultural Arts Center, Cambridge, MA; 2008: Center for Contemporary Arts, Abilene, TX; 2008: Council for Foreign Relations, New York, NY
- 2008: Contrapuntal Lines, A tribute to Edward Said, Koppelman Gallery, Tufts University, Boston, MA
- 2008: Women of Islam in the Aftermath of War, Chicago Cultural Center, Chicago, IL
- 2008: Lebanon at the Crossroads, Michiganská státní univerzita, Lansing, MI
- 2009: Ordinary Lives, The Mosaic Rooms Gallery, London UK; 2009: Mt Ida College Gallery, Brookline MA; 2009: MANEGE, St. Petersburg by invitation, St. Petersburg, Rusko; 2009: The Institute of Contemporary Art, ICA, Boston, MA; 2009: Galerie Janine Rubeiz, Bejrút; 2014: Arab-American Museum, Dearborn, MI
- 2010: A Girl and Her Room, Gallery of Photography B&B, Bielsko Biala, Polsko; 2010: Gallery Kayafas, Boston, MA; 2011: The Mosaic Rooms at the A. M Qattan Foundation, London; 2011: Houston Center for Photography, Houston, TX; 2012: Leica Gallery, Varšava, Polsko; 2012: Umbrage Gallery, Brooklyn NY; 2012: Leica Headquarters Gallery, Solms, Německo; 2012: Galerie Janine Rubeiz, Bejrút; 2013: Galerie Lichtblick, Cologne, Germany; 2013: Lehmbruck Museum, Duisburg, Germany; 2012: SouthEast Museum of Photography, Daytona Beach, FL; 2015: Galerie Eulenspiegel, Basel, Switzerland
- 2013–2014: She Who Tells a Story: Women Photographers from Iran and The Arab World, Muzeum výtvarného umění (Boston), MA; 2015: Cantor Arts Center at Stanford University, Palo Alto, CA; 2015: Carnegie Museum of Art, Pittsburgh, PA; 2016: National Museum of Women in the Arts, Washington, D.C.
- 2013: Ordinary Lives: Women of the Middle East, Sana Gallery, Singapur
- 2012: Girls In Between: Portraits of Identity, Photographic Resource Center, Boston, MA
- 2014: Women of the Middle East, Alliance française de Singapour; 2014: Toot Yung Art Gallery, Bangkok, Thajsko
- 2016: Invisible Children, C. Grimaldis Gallery, Baltimore, MD; 2017: PhotoMed Liban, D-Bejrút, Libanon
- 2016: Becoming: Girls, Women and Coming of Age, East Wing Gallery, Dubai UAE; 2017: RayKo Photo Center, San Francisco, CA
- 2016: Deux Univers: Enfants et Femmes, Galerie Janine Rubeiz, Bejrút, Libanon
- 2016: Aftermath:The Fallout of War - America and the Middle East, Harn Museum of Art, Gainesville, FL; 2017: The Gund Gallery at Kenyon College, Gambier, OH
- 2016: Mortal Things: Portraits Look Back and Forth, Tufts University Art Gallery, Medford, MA
- 2017–2018: In Her Image, Photographs by Rania Matar, Muzeum amerického umění Amona Cartera, Fort Worth, TX[10][11]
- 2017: Action at a Distance, Angela Meleca Gallery, Columbus, OH
- 2018: Rania Matar. She, Galerie Tanit, Bejrút[12]
- 2025: Where Do I Go? Fifty Years Later (Kam jdu? Padesát let poté) představuje fotografický projekt umělkyně, který vznikl v roce 2020 po výbuchu v bejrútském přístavu. Projekt se zaměřuje na portréty mladých libanonských žen a reflektuje 50. výročí začátku libanonské občanské války. Výstava probíhá v bejrútské galerii Galerie Tanit od 10. dubna do 22. května 2025.[13]

## Ocenění
- 2018: Guggenheimovo stipendium, fotografie, John Simon Guggenheim Memorial Foundation.[14]

## Galerie

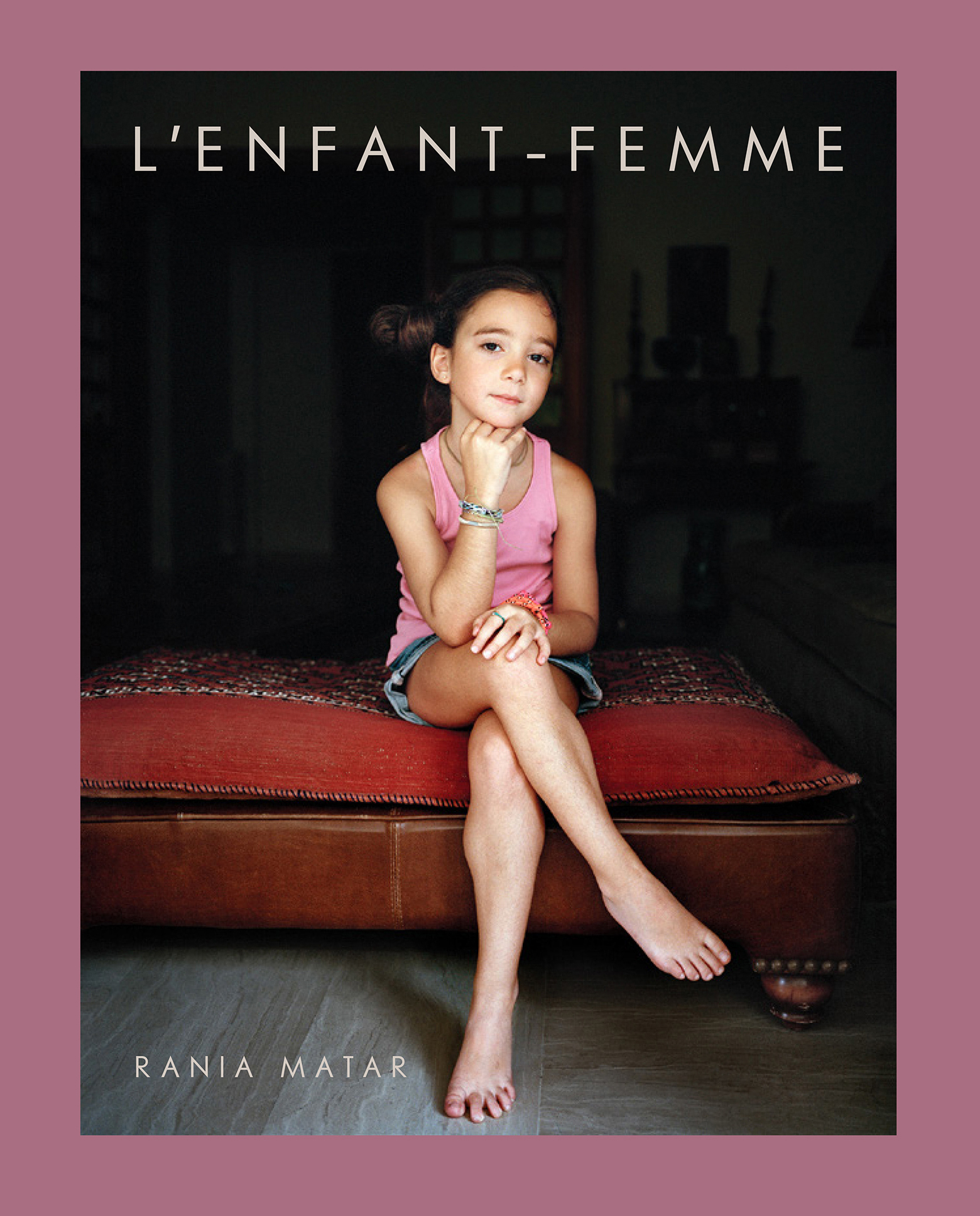
Obálka Enfant-Femme, 2015
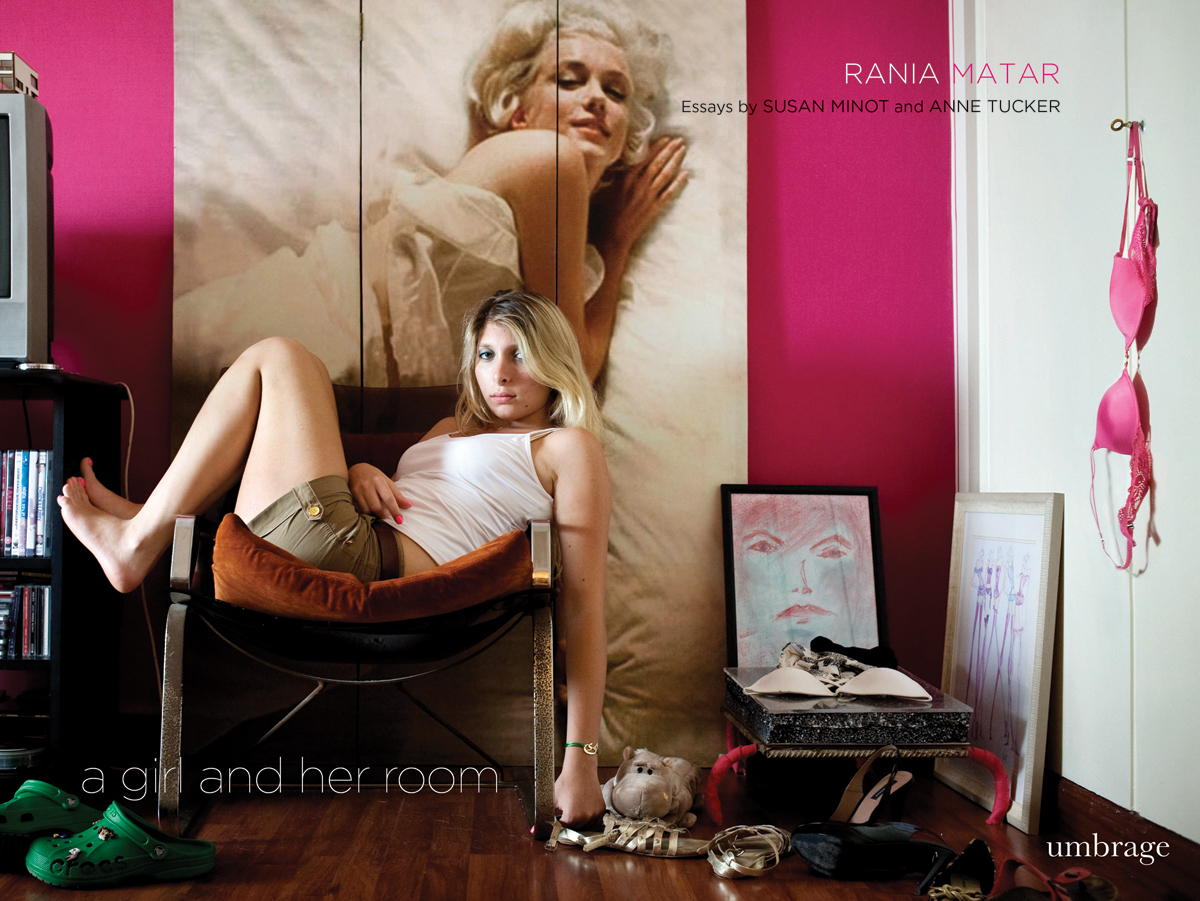
Obálka A Girl and Her Room, 2012